# گمینا رنجنه
گمینا رنجنه (به لهستانی:  Gmina Rędziny) یک گمینا در لهستان است که در شهرستان چنستوخووا واقع شده‌است. گمینا رنجنه ۴۱٫۳۶ کیلومتر مربع مساحت و ۹٬۶۸۷ نفر جمعیت دارد.